# Park Hee-kyung
Park Hee-kyung (8 giugno 1979) è uno schermidore sudcoreano, specializzato nel fioretto. Ha vinto una medaglia di bronzo ai Campionati mondiali di scherma.